# Жовта акація великоцвіта
Жовта акація великоцвіта (Caragana grandiflora) — вид трав'янистих рослин з родини бобові (Fabaceae), поширений у північному Кавказі (Росія) західній і середній Азії.

## Опис
Кущ ≈1 м заввишки.

## Поширення
Поширений у північному Кавказі (Росія) західній і середній Азії (Вірменія, Азербайджан, Грузія, пн.-сх. Туреччина, пн.-зх. Іран, пд. Казахстан, Туркменістан, Узбекистан); інтродукований до Молдови й України; також культивується.